# Swami Vivekananda
Swami Vivekananda (bengalsko বিবেকানন্দ, Bibekānanda, hindijsko स्वामी विवेकानन्द, rojstno ime Narendranath Dutta), indijski (bengalski) hindujski guru, učenjak, družbeni reformator in filozof, * 12. januar 1863, Kalkuta, Bengalija, Britanska Indija, † 4. julij 1902, Haora, Bengalija, Indija.
Velja za najpomembnejšega učenca indijskega guruja Ramakrišne Paramhamse in ustanovitelj Ramakrišnovega misijona (Ramakrishna Mission). Bil je eden od najprepoznavnejših govornikov na Svetovnem parlamentu religij leta 1893 v Chicagu. Kasneje je predaval po ZDA in Evropi ter poskušal približati indijsko vedsko tradicijo in duhovno misel zahodnemu občinstvu. Prav tako je pomemben njegov močan političen vpliv na gibanje za neodvisnost Indije.

## Življenje

### Zgodnja leta
Narendra je bil rojen v premožni družini, ki je pripadala večji bramansko-kšatrijski kasti. Njegov oče je bil odvetnik zaposlen na višjem sodišču v Kalkuti, pomembnemu kolonialnemu administrativnemu središču britanske Indije. Mati je bila pobožna hindujka. Tako je imel Narendranath možnost spoznavati oba svetova, tradicionalnega hindujskega, ki ga je v družinskem življenju izkazovala njegova mati, in liberalno modernega, ki ga je zagovarjal njegov oče.
Že zelo zgodaj je pokazal svojo nadarjenost in sposobnost za učenje. Z osmimi leti je vstopil v gimnazijsko izobraževanje. Visoko šolanje je nadaljeval na škotskem misijonskem kolidžu v Kalkuti, kjer se je seznanil z zahodno filozofijo, evolucionizmom v znanosti, zgodovino evropskih narodov in krščanstvom. Mimo tega se je zanimal še za starodavno vedsko tradicijo ter bengalsko književnost kot tudi za politični reformizem modernih bengalskih mislecev iz kroga bengalskega neohinduističnega reformnega gibanja Brahmo Samadž. Uradno šolanje je Narendra zaključil leta 1883 z bakalavrom.

### Delovnanje z Ramakrišno
Leta 1881 se je seznanil z uglednim hindujskim gurujem, častilcem boginje Kali in vedantinom Šri Ramakrišno Paramahamso. Pogosti obiski so poglobili vez med njima in Ramakrišna je v mladem Narendri videl svojega naslednika, čeprav je bil Narendra sprva skeptičen do nekaterih vidikov učiteljevega čaščenja in pomembnosti indijske vedske tradicije. Vseeno so ga privlačile učiteljeve mistične izkušnje in upanje, da bi nekako dojel pravi pomen teh izkušenj. Sčasoma je Narendra sprejel Ramakrišno za svojega guruja, vendar je Ramakrišna že leta 1884 zbolel s hudo obliko raka na grlu. Narendra je skupaj z ostalimi Ramakrišnovimi učenci zadnje dneve skrbel zanj in sčasoma tudi sam doživel nekaj mističnih izkušenj.

### Popotno meništvo
Po Ramakrišnovi smrti leta 1886 je začel voditi Ramakrišnove učence. Skupaj so obnovili neko napol podrto hišo v mestu Baranagar blizu rečnega rokava delte reke Ganges. Poleg molitve so člani Ramakrišnovega meniškega reda študirali vedska besedila in spise njihovih komentatorjev Šankare in Ramanudže.
Leta 1888 se je v opravi popotnega meniha odpravil na popotovanje po Indiji. Večino Indije je prepršačil, kolikor mu niso občudovalci omogočili udobnejše potovanje z vlakom. Teh pa ni bilo malo. Popotoval je vsega pet let in se občasno ustavljal v templjih in dobro založenih učiliščih
s tradicionalnimi besedili v sanskrtu. Prepotoval je od Bengalije, kjer je začel, do Radžastana na zahodu, in od Kašmirja ter Himalaje na severu do Tamil Naduja na jugu Indije. Med potjo se je seznanil z mnogimi vedskimi izobraženci, si pridobil naklonjenost mnogih lokalnih veljakov in pridobil nekaj novih učencev.

### Kongres religij v Chicagu
Potovanje po Indiji je v začetku leta 1893 prekinila novica, da se bo septembra istega leta odvijal prvi Parlament religij v Chicagu v ZDA. Skupaj z učenci je brž pričel zbirati sredstva in 31. maja je že odpotoval proti Chicagu. Takrat je tudi prevzel ime Vivekananda.
Julija je prispel v ZDA, kjer je ugotovil, da bi za udeležbo na Parlamentu potreboval akreditacijo. Na pomoč mu je priskočil orientalist in predavatelj na Univerzi Harvard John Henry Wright, ki se je prepričal o Vivekanandovi izobraženosti s tem, da mu je omogočil predstavitveno predavanje na Harvardu. Nato je Wright interveniral pri organizatorju Parlamenta religij in Vivekanandi priskrbel akreditacijo.
Na Parlamentu religij, ki se ga je udeležilo več kot sedem tisoč predstavnikov raznih veroizpovedi, je Vivekananda imel več prepoznavnih predavanj, ki so približala indijsko hindujsko tradicijo zahodni intelektualni javnosti. V govorih je izpostavil skupno težišče vseh religij, ki vsaka na svoj izviren način težijo k najvišjemu smotru, Bogu. Vsekakor mu je uspelo dokazati, da hinduizem ni zgolj zbirka politeističnih čaščenj in da gre pri hinduizmu, ki se vključuje v ostale religiozne in intelektualne tradicije indijske podceline (budizem, džainizem, sufizem), za intelektualno zelo pestro in vitalno tradicijo, ki lahko po Vivekanandovem pripričanju lahko nudi odgovore na družbene probleme modernega sveta, kamor prišteva versko nestrpnost, vojne in revščino.
Govorom na Parlamentu religij je v letu 1894 sledilo mnogo vabil na predavanja po ZDA in leto kasneje po Evropi. Pridobil si je mnogo občudovalcev, med drugimi znana indologa Maxa Müllerja, ki je zasedal katedro na Oxfordu, in Paula Deussena, ki je hkrati prijateljeval tudi z Nietzschejem. Poleg občudovalcev si je pridobival še učence, med drugimi irsko socialno delavko Margaret Noble, prvo žensko z Zahoda, ki je bila sprejeta v kakšen indijski meniški red. Leta 1895 je začel urejati mesečno glasilo »Brahmavadin«, v katerem je spodbujal seznanjanje z vedsko kulturo in medversko strpnostjo.

### Vrnitev v Indijo in zadnja leta življenja
Decembra 1896 se je vrnil v Indijo z nekaj novimi učenci, ki jih je vključil v delovanje Ramakrišnovega meniškega reda. Leto kasneje je red razširil v misijon, ki je poleg verske in izobraževalne dejavnosti opravljal še socialno skrbstvo. Nadaljnja potovanja po Indiji in razširjanje mreže dejavnosti reda je prekinjalo vedno slabše zdravje. Kljub temu je še enkrat za leto dni odpotoval na Zahod. V Angliji in ZDA je ustanovil izobraževalni središči za proučevanje Vedante (Vedanta Society).
Po vrnitvi je do smrti vodil misijon, sprejemal obiskovalce in si dopisoval, kljub načetemu zdravju pa je opravil še dvoje daljših romanj. Umrl je 4. julija 1902 star komaj 39 let.